# Спектрогеліограф

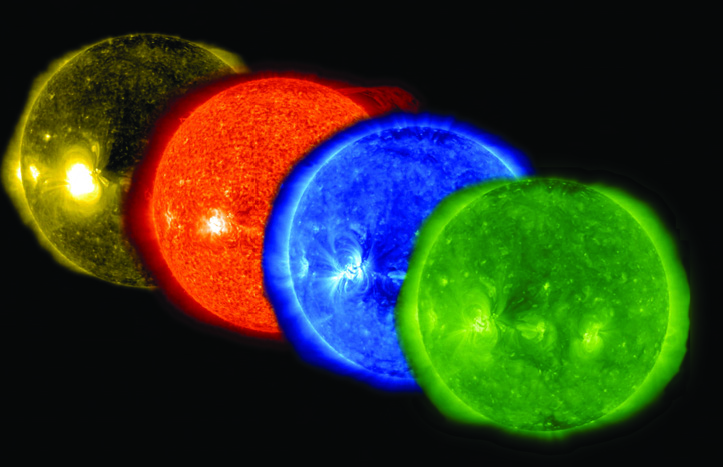
Сонячний диск, спостережуваний на чотирьох різних довжинах хвиль ультрафіолетового випромінювання за допомогою спектрогеліографа Atmospheric Imaging Assembly на борту Solar Dynamics Observatory. Зліва направо зображені довжини хвиль становлять 171, 304, 335 та 94 Å. Кольори є штучними та додані під час постобробки.

Спектрогеліограф — астрономічний інструмент, який фіксує фотографічне зображення Сонця на одній довжині хвилі світла, монохроматичне зображення. Довжину хвилі зазвичай вибирають так, щоб вона збігалася зі довжиною хвилі спектральної лінії одного з хімічних елементів, присутніх на Сонці.
Його незалежно розробили Джордж Еллері Гейл та Анрі Деландр у 1890-х роках, а в 1932 році Роберт Макмат удосконалив його для зйомки фільмів.
Прилад складається з призми або дифракційної ґратки та вузької щілини, яка пропускає лише одну довжину хвилі (монохроматор). Світло фокусується на фотографічному носії, а щілина переміщується по диску Сонця для формування повного зображення.
Зараз можливо створити світлофільтр, який пропускає лише вузьку смугу довжин хвиль одразу від усього Сонця, а не лише від вузької щілини, але спектрогеліографи все ще використовують.